# Daredevil (serial telewizyjny)
Daredevil (oryg. Marvel’s Daredevil) – amerykański dramatyczny serial superbohaterski z lat 2015–2018 na podstawie komiksów o postaci o tym samym imieniu wydawnictwa Marvel Comics. Twórcą serialu był Drew Goddard, a został on wyprodukowany przez ABC Studios, Marvel Television, DeKnight Productions i Goddard Textiles. Showrunnerem pierwszego sezonu był Steven S. DeKnight, który w drugim sezonie został zastąpiony przez Marca Ramireza i Douglasa Petrie’a. Za trzeci sezon odpowiadał Erik Oleson. Daredevil jest częścią franczyzy Filmowego Uniwersum Marvela.
Tytułową rolę zagrał Charlie Cox, a w głównych rolach wystąpili również: Deborah Ann Woll, Elden Henson, Rosario Dawson i Vincent D’Onofrio, Toby Leonard Moore, Vondie Curtis-Hall, Bob Gunton, Ajjelet Zurer, Jon Bernthal, Élodie Yung, Stephen Rider, Joanne Whalley, Jay Ali i Wilson Bethel.
Pierwszy sezon Daredevila, zamówiony w listopadzie 2013 roku, zadebiutował 10 kwietnia 2015 roku w serwisie Netflix. W Polsce został on udostępniony 6 stycznia 2016 roku, jednocześnie ze startem tej platformy na rynku polskim. Serial ten powstał w wyniku umowy zawiązanej pomiędzy Marvel Television i Netflixem i docelowo wspólnie z serialami: Jessica Jones, Luke Cage i Iron Fist, doprowadził do miniserii Defenders. W kwietniu 2015 roku został zamówiony drugi sezon, którego premiera odbyła się 18 marca 2016 roku. W lipcu 2016 roku poinformowano o powstawaniu trzeciego sezonu, który zadebiutował 19 października 2018 roku. W listopadzie 2018 roku Netflix zadecydował o zakończeniu serialu.
Daredevil spotkał się z pozytywną reakcją krytyków, został nagrodzony Saturnem za najlepszy serial w nowych mediach w 2016 roku i za najlepszy serial o superbohaterach na platformie streamingowej w 2019 roku. Ponadto otrzymał 5 nominacji do Nagród Emmy. W 2017 roku zadebiutował spin-off drugiego sezonu, Punisher, a w 2022 roku ujawniono, że Marvel Studios zdecydowało się na kontynuację serialu, zatytułowaną Daredevil: Odrodzenie z premierą na Disney+.

## Streszczenie
Serial opowiada o niewidomym prawniku, Matthew Murdocku, który jako dziecko w wypadku stracił wzrok, ale zyskał nadludzko wyczulone pozostałe zmysły. Zwalcza przestępczość w Hell’s Kitchen w Nowym Jorku jako mściciel Daredevil. W pierwszym sezonie odsłania on spisek podziemnego świata przestępczego, któremu przewodzi Wilson Fisk. W drugim sezonie bohater nadal prowadzi podwójne życie, a jego droga splata się z innym mścicielem, Frankiem Castle / Punisherem, którego metody różnią się od metod Daredevila. Matt musi zmierzyć się również z powrotem swojej byłej dziewczyny, Elektry Natchios, oraz stoczyć walkę ze starożytną organizacją o nazwie Ręka. W trzecim sezonie Fisk zostaje wypuszczony z więzienia, a Murdock, który był uznany za zaginionego przez wiele miesięcy po wydarzeniach w Defenders, musi wybrać pomiędzy życiem prawnika, a bohatera – mściciela.

## Obsada
| Przegląd                  | Przegląd               | Przegląd                      | Przegląd     | Przegląd     | Przegląd     | Przegląd                    |
| Postać                    | Aktor / aktorka        | Pierwszy odcinek              | sezon 1      | sezon 2      | sezon 3      | Przypisy                    |
| Główna                    | Główna                 | Główna                        | Główna       | Główna       | Główna       | Główna                      |
| ------------------------- | ---------------------- | ----------------------------- | ------------ | ------------ | ------------ | --------------------------- |
| Matt Murdock Daredevil    | Charlie Cox            | 101 „Ring”                    | główna       | główna       | główna       | [ 3 ] [ 7 ] [ 8 ]           |
| Karen Page                | Deborah Ann Woll       | 101 „Ring”                    | główna       | główna       | główna       | [ 9 ] [ 10 ] [ 8 ]          |
| Foggy Nelson              | Elden Henson           | 101 „Ring”                    | główna       | główna       | główna       | [ 11 ] [ 10 ] [ 8 ]         |
| Wilson Fisk Kingpin       | Vincent D’Onofrio      | 101 „Ring”                    | główna       | główna       | główna       | [ 12 ] [ 13 ] [ 14 ] [ 8 ]  |
| Leland Owlsley            | Bob Gunton             | 101 „Ring”                    | główna       |              |              | [ 15 ]                      |
| Claire Temple             | Rosario Dawson         | 102 „Cutman”                  | główna       | główna       |              | [ 15 ] [ 16 ]               |
| James Wesley              | Toby Leonard Moore     | 103 „Królik w śnieżycy”       | główna       |              |              | [ 15 ]                      |
| Ben Urich                 | Vondie Curtis-Hall     | 103 „Królik w śnieżycy”       | główna       |              |              | [ 15 ]                      |
| Vanessa Marianna–Fisk     | Ajjelet Zurer          | 103 „Królik w śnieżycy”       | główna       |              | gościnna     | [ 15 ] [ 17 ]               |
| Frank Castle Punisher     | Jon Bernthal           | 201 „Bum”                     |              | główna       |              | [ 10 ]                      |
| Blake Tower               | Stephen Rider          | 202 „Psy do odstrzału”        |              | główna       | główna       | [ 18 ] [ 19 ]               |
| Elektra Natchios          | Élodie Yung            | 204 „Czerwony stoliczek”      |              | główna       |              | [ 20 ]                      |
| Maggie Grace              | Joanne Whalley         | 301 „Wskrzeszenie”            |              |              | główna       | [ 21 ] [ 22 ]               |
| Rahul „Ray” Nadeem        | Jay Ali                | 301 „Wskrzeszenie”            |              |              | główna       | [ 23 ]                      |
| Benjamin „Dex” Poindexter | Wilson Bethel          | 302 „Proszę”                  |              |              | główna       | [ 24 ] [ 25 ]               |
| Drugoplanowa              |                        |                               |              |              |              |                             |
| Paul Lantom               | Peter McRobbie         | 101 „Ring”                    | drugoplanowa | gościnna     | drugoplanowa | [ 26 ] [ 27 ] [ 19 ]        |
| Turk Berrett              | Rob Morgan             | 101 „Ring”                    | drugoplanowa | gościnna     |              | [ 28 ] [ 14 ]               |
| Brett Mahoney             | Royce Johnson          | 101 „Ring”                    | drugoplanowa | drugoplanowa | drugoplanowa | [ 29 ] [ 30 ] [ 31 ]        |
| Carl Hoffman              | Daryl Edwards          | 101 „Ring”                    | drugoplanowa |              |              | [ 29 ]                      |
| Christian Blake           | Chris Tardio           | 101 „Ring”                    | drugoplanowa |              |              | [ 32 ]                      |
| Gao                       | Wai Ching Ho           | 101 „Ring”                    | drugoplanowa | gościnna     |              | [ 28 ] [ 33 ] [ 14 ]        |
| Nobu Yoshioka             | Peter Shinkoda         | 101 „Ring”                    | drugoplanowa | drugoplanowa |              | [ 28 ] [ 34 ] [ 14 ]        |
| Vladimir Ranskahkov       | Nikolai Nikolaeff      | 101 „Ring”                    | drugoplanowa |              |              | [ 28 ]                      |
| Josie                     | Susan Varon            | 102 „Cutman”                  | drugoplanowa | drugoplanowa |              | [ 35 ] [ 13 ] [ 14 ]        |
| Doris Urich               | Adriane Lenox          | 103 „Królik w śnieżycy”       | drugoplanowa |              |              | [ 35 ]                      |
| Mitchell Ellison          | Geoffrey Cantor        | 103 „Królik w śnieżycy”       | drugoplanowa | drugoplanowa | drugoplanowa | [ 36 ] [ 37 ] [ 14 ] [ 38 ] |
| Elena Cardenas            | Judith Delgado         | 105 „Świat w ogniu”           | drugoplanowa |              |              | [ 39 ]                      |
| Marci Stahl               | Amy Rutberg            | 105 „Świat w ogniu”           | drugoplanowa | gościnna     | drugoplanowa | [ 40 ] [ 41 ] [ 42 ] [ 17 ] |
| Stick                     | Scott Glenn            | 107 „Stick”                   | gościnna     | drugoplanowa |              | [ 43 ] [ 44 ]               |
| Francis                   | Tom Walker             | 109 „O wilku mowa”            | drugoplanowa |              |              | [ 45 ]                      |
| Melvin Potter             | Matt Gerald            | 109 „O wilku mowa”            | gościnna     | gościnna     | gościnna     | [ 28 ] [ 46 ] [ 14 ] [ 38 ] |
| Samantha Reyes            | Michelle Hurd          | 202 „Psy do odstrzału”        |              | drugoplanowa |              | [ 47 ] [ 13 ] [ 14 ]        |
| Louisa Delgato            | Marilyn Torres         | 203 „Najlepsze w Nowym Jorku” |              | drugoplanowa |              | [ 14 ]                      |
| Hirochi                   | Ron Nakahara           | 205 „Kinbaku”                 |              | drugoplanowa |              | [ 14 ]                      |
| Stan Gibson               | John Pirkis            | 205 „Kinbaku”                 |              | drugoplanowa |              | [ 14 ]                      |
| Benjamin Donovan          | Danny Johnson          | 209 „Siedem minut”            |              | gościnna     | drugoplanowa | [ 48 ] [ 49 ]               |
| Nicholas Lee              | Stephen Rowe           | 301 „Wskrzeszenie”            |              |              | drugoplanowa | [ 50 ]                      |
| Tammy Hattley             | Kate Udall             | 301 „Wskrzeszenie”            |              |              | drugoplanowa | [ 51 ]                      |
| Seema Nadeem              | Sunita Deshpande       | 301 „Wskrzeszenie”            |              |              | drugoplanowa | [ 51 ]                      |
| Sami Nadeem               | Noah Huq               | 301 „Wskrzeszenie”            |              |              | drugoplanowa | [ 51 ]                      |
| Theo Nelson               | Peter Halpin           | 302 „Proszę”                  |              |              | drugoplanowa | [ 52 ]                      |
| Wellers                   | Matthew McCurdy        | 302 „Proszę”                  |              |              | drugoplanowa | [ 51 ]                      |
| Pryor Arinori             | Don Castro             | 302 „Proszę”                  |              |              | drugoplanowa | [ 51 ]                      |
| Julie Barnes              | Holly Cinnamon         | 303 „Złe uczynki”             |              |              | drugoplanowa | [ 53 ]                      |
| Lim                       | Scotty Crowe           | 303 „Złe uczynki”             |              |              | drugoplanowa | [ 54 ]                      |
| Doyle                     | Richard Prioleau       | 303 „Złe uczynki”             |              |              | drugoplanowa | [ 54 ]                      |
| Johnson                   | David Anthony Buglione | 303 „Złe uczynki”             |              |              | drugoplanowa | [ 55 ]                      |
| O’Connor                  | Sam Slater             | 303 „Złe uczynki”             |              |              | drugoplanowa | [ 56 ]                      |
| Winn                      | Andrew Sensenig        | 304 „Tonąc w mroku”           |              |              | drugoplanowa | [ 57 ]                      |
| Felix Manning             | Joe Jones              | 305 „Idealny mecz”            |              |              | drugoplanowa | [ 53 ]                      |
| Shelby                    | Kelly McAndrew         | 307 „Pokłosie”                |              |              | drugoplanowa | [ 57 ]                      |

### Główna
- Charlie Cox jako Matt Murdock / Daredevil, niewidomy prawnik, który prowadzi podwójne życie i samodzielnie wymierza sprawiedliwość jako Daredevil[3][7][8]. Skylar Gaertner(inne języki) zagrał Murdocka jako dziecko[58].
- Deborah Ann Woll jako Karen Page, młoda kobieta, która szukając sprawiedliwości zostaje sekretarką w kancelarii Murdocka i Nelsona, a później zatrudnia się jako dziennikarz śledczy w „New York Bulletin”[9][10][8].
- Elden Henson jako Foggy Nelson, najlepszy przyjaciel i wspólnik Murdocka[11][10][8].
- Toby Leonard Moore jako James Wesley, prawa ręka Fiska[15].
- Vondie Curtis-Hall jako Ben Urich, dziennikarz śledczy pracujący dla „New York Bulletin”[15].
- Bob Gunton jako Leland Owlsley, finansista z Wall Street i księgowy Fiska[15].
- Ajjelet Zurer jako Vanessa Marianna–Fisk, pracownica w galerii sztuki, która zaczęła spotykać się z Fiskiem i zostaje jego żoną[15][17].
- Rosario Dawson jako Claire Temple, pielęgniarka, która pomaga Murdockowi[15][16].
- Vincent D’Onofrio jako Wilson Fisk, wpływowy biznesmen i przestępca[12][13][14][8]. Cole Yensen zagrał Fiska jako dziecko[59].
- Jon Bernthal jako Frank Castle / Punisher, były wojskowy, który walczy z przestępczością wszelkimi niezbędnymi środkami, bez względu na to, jak zabójcze będą skutki[10].
- Élodie Yung jako Elektra Natchios, tajemnicza i niebezpieczna kobieta z przeszłości Murdocka[20]. Lily Chee(inne języki) zagrała Elektrę jako dziecko[60].
- Stephen Rider(inne języki) jako Blake Tower, prokurator okręgowy Nowego Jorku, który pomaga Daredevilowi[18][19].
- Joanne Whalley jako Maggie Grace, zakonnica, która okazuje się być matką Murdocka[21][22]. Isabella Pisacane zagrała młodszą Maggie Grace[57].
- Jay Ali(inne języki) jako Rahul „Ray” Nadeem, agent FBI, który zajmuje się sprawą Fiska[23].
- Wilson Bethel jako Benjamin „Dex” Poindexter, agent FBI i psychopata, który potrafi wykorzystać prawie każdy przedmiot jako zabójcze narzędzie[24][25]. Conor Proft zagrał Dexa jako nastolatka, a Cameron Mann jako dziecko[55].

### Drugoplanowa i gościnna
- Peter McRobbie(inne języki) jako Paul Lantom, ksiądz katolicki i powiernik Murdocka[26][27][19].
- Rob Morgan(inne języki) jako Turk Berrett, drobny kryminalista pracujący dla Fiska[28][14].
- Royce Johnson(inne języki) jako Brett Mahoney, sierżant nowojorskiej policji, który przyjaźni się z Murdockiem i Nelsonem[29][30][31].
- Wai Ching Ho(inne języki) jako Gao, starsza kobieta zajmująca się handlem heroiną i współpracująca z Fiskiem; jest też jednym z przywódców Ręki[28][33][14].
- Peter Shinkoda(inne języki) jako Nobu Yoshioka, biznesmen i szef Yakuzy oraz jeden z przywódców Ręki, który współpracuje z Fiskiem[28][34][14].
- Susan Varon jako Josie, właścicielka baru, do którego przychodzą Murdock, Nelson i Page[35][13][14].
- Geoffrey Cantor(inne języki) jako Mitchell Ellison, redaktor naczelny „New York Bulletin”[36][37][14][38].
- Amy Rutberg(inne języki) jako Marci Stahl, była dziewczyna Nelsona z czasów szkolnych[40][41][42][17].
- Scott Glenn jako Stick, niewidomy mentor Murdocka i jeden z przywódców Czystych[43][44].
- Matt Gerald(inne języki) jako Melvin Potter, mechanik, projektant i płatnerz, który tworzy pancerne ubrania[28][46][14][38].
- Danny Johnson(inne języki) jako Benjamin Donovan, adwokat Fiska[48][49].

W drugoplanowych rolach w pierwszym sezonie wystąpili: Daryl Edwards jako Carl Hoffman i Chris Tardio jako Christian Blake, detektywi nowojorskiej policji; Nikolai Nikolaeff jako Vladimir Ranskahkov, członek rosyjskiej mafii; Adriane Lenox jako Doris Urich, schorowana żona Bena Uricha; Judith Delgado jako Elena Cardenas, klientka kancelarii Murdocka i Nelsona oraz Tom Walker jako Francis, szef ochrony Fiska.
W drugoplanowych rolach sezonu drugiego pojawili się: Marilyn Torres jako Louisa Delgado, pielęgniarka, która pracowała w Metro General Hospital; Ron Nakahara jako Hirochi, członek Ręki pracujący w zarządzie Roxxon Energy Corporation; John Pirkis jako Stan Gibson, księgowy Roxxonu, którego syn został uprowadzony przez Rękę oraz Michelle Hurd jako Samantha Reyes, prokurator okręgowy Nowego Jorku, która powtórzyła swoją rolę z serialu Jessica Jones.
Natomiast w sezonie trzecim drugoplanowe role zagrali: Stephen Rowe jako Nicholas Lee, prawnik w kancelarii Donovan and Partners pracującej dla Fiska; Kate Udall jako Tammy Hattley, agentka specjalna, która kieruje nowojorskim oddziałem FBI; Sunita Deshpande jako Seema Nadeem, żona Raya i matka Samiego; Noah Huq jako Sami Nadeem, syn Seemy i Raya; Peter Halpin jako Theo Nelson, brat Foggy’ego; Holly Cinnamon jako Julie Barnes, kelnerka, która pracowała z Poindexterem na infolinii dla samobójców; Joe Jones jako Felix Manning, współpracownik Fiska oraz Kelly McAndrew jako Shelby, programistka, która została zmuszona do pracy dla Fiska. Ponadto agentów FBI w tym sezonie zagrali: Matthew McCurdy jako Wellers, Don Castro jako Pryor Arinori, Scotty Crowe jako Lim, Richard Prioleau jako Doyle, David Anthony Buglione jako Johnson, Sam Slater jako O’Connor, Andrew Sensenig jako Winn.
Gościnnie z innych seriali Sagi Defenders swoje role powtórzyli: Carrie-Anne Moss jako Jeri Hogarth w sezonie drugim, współwłaścicielka kancelarii Hogarth, Chao & Benowitz, Annabella Sciorra jako Rosalie Carbone, przestępczyni operująca na terenie Herlemu oraz Ron Simmons jako Streiber, kapitan nowojorskiej policji, którzy pojawili się w sezonie trzecim.

## Emisja
Pierwszy sezon serialu Daredevil zadebiutował 10 kwietnia 2015 roku w serwisie Netflix. Drugi sezon pojawił się tam 18 marca 2016 roku, natomiast trzeci sezon miał premierę 19 października 2018 roku. Każdy z trzech sezonów liczy po 13 odcinków.
W Polsce całość pierwszego sezonu została udostępniona 6 stycznia 2016 roku, wraz z uruchomieniem serwisu w kraju. Drugi i trzeci sezon zadebiutował w Polsce tego samego dnia, jak na całym świecie: 18 marca 2016 i 19 października 2018 roku.
1 marca 2022 roku Daredevil wraz z pozostałymi serialami Marvel Television został usunięty z Neflixa na wszystkich rynkach. 16 marca został udostępniony na Disney+ w Stanach Zjednoczonych, Kanadzie, Wielkiej Brytanii, Irlandii, Australii i Nowej Zelandii jako Saga Defenders, natomiast w Polsce pojawił się tam 29 czerwca 2022 roku.
Pierwszy sezon Daredevila został wydany 8 listopada 2016 roku na DVD i Blu-ray w Stanach Zjednoczonych przez Walt Disney Studios Home Entertainment, natomiast drugi sezon wydano na tych nośnikach 22 sierpnia 2017 roku.

### Przegląd sezonów
| Sezon | Sezon | Odcinki | Oryginalna emisja (Netflix) | Oryginalna emisja (Netflix) | Dostępność Disney+ | Dostępność Disney+ | Wydanie DVD      | Wydanie DVD         | Wydanie DVD     | Wydanie Blu-ray  | Wydanie Blu-ray     |
| Sezon | Sezon | Odcinki | Stany Zjednoczone           | Polska                      | Stany Zjednoczone  | Polska             | Region 1         | Region 2            | Region 4        | Region A         | Region B            |
| ----- | ----- | ------- | --------------------------- | --------------------------- | ------------------ | ------------------ | ---------------- | ------------------- | --------------- | ---------------- | ------------------- |
|       | 1     | 13      | 10 kwietnia 2015            | 6 stycznia 2016             | 16 marca 2022      | 29 czerwca 2022    | 8 listopada 2016 | 3 października 2016 | 7 grudnia 2016  | 8 listopada 2016 | 3 października 2016 |
|       | 2     | 13      | 18 marca 2016               | 18 marca 2016               | 16 marca 2022      | 29 czerwca 2022    | 22 sierpnia 2017 | 15 maja 2017        | 14 czerwca 2017 | 22 sierpnia 2017 | 15 maja 2017        |
|       | 3     | 13      | 19 października 2018        | 19 października 2018        | 16 marca 2022      | 29 czerwca 2022    | nie wydany       | nie wydany          | nie wydany      | nie wydany       | nie wydany          |

## Lista odcinków

### Sezon 1 (2015)
| №  | Nr | Tytuł                     | Tytuł polski      | Reżyseria          | Scenariusz                        | Premiera (Netflix) | Premiera w Polsce (Netflix) |
| -- | -- | ------------------------- | ----------------- | ------------------ | --------------------------------- | ------------------ | --------------------------- |
| 1  | 1  | Into the Ring             | Ring              | Phil Abraham       | Drew Goddard                      | 10 kwietnia 2015   | 6 stycznia 2016             |
| 2  | 2  | Cut Man                   | Cutman            | Phil Abraham       | Drew Goddard                      | 10 kwietnia 2015   | 6 stycznia 2016             |
| 3  | 3  | Rabbit In A Snowstorm     | Królik w śnieżycy | Adam Kane          | Marco Ramirez                     | 10 kwietnia 2015   | 6 stycznia 2016             |
| 4  | 4  | In the Blood              | We krwi           | Ken Girotti        | Christos Gage                     | 10 kwietnia 2015   | 6 stycznia 2016             |
| 5  | 5  | World on Fire             | Świat w ogniu     | Farren Blackburn   | Luke Kalteux                      | 10 kwietnia 2015   | 6 stycznia 2016             |
| 6  | 6  | Condemned                 | Potępieniec       | Guy Ferland        | Joe Pokaski Marco Ramirez         | 10 kwietnia 2015   | 6 stycznia 2016             |
| 7  | 7  | Stick                     | Stick             | Brad Turner        | Douglas Petrie                    | 10 kwietnia 2015   | 6 stycznia 2016             |
| 8  | 8  | Shadows in the Glass      | Cień              | Stephen Surjik     | Steven S. DeKnight                | 10 kwietnia 2015   | 6 stycznia 2016             |
| 9  | 9  | Speak of the Devil        | O wilku mowa      | Nelson McCormick   | Christos Cage Ruth Fletcher Gage  | 10 kwietnia 2015   | 6 stycznia 2016             |
| 10 | 10 | Nelson v. Murdock         | Nelson i Murdock  | Farren Blackburn   | Luke Kalteux                      | 10 kwietnia 2015   | 6 stycznia 2016             |
| 11 | 11 | The Path of the Righteous | Ścieżka prawości  | Nick Gomez         | Steven S. DeKnight Douglas Petrie | 10 kwietnia 2015   | 6 stycznia 2016             |
| 12 | 12 | The Ones We Leave Behind  | Pozostawieni      | Euros Lyn          | Douglas Petrie                    | 10 kwietnia 2015   | 6 stycznia 2016             |
| 13 | 13 | Daredevil                 | Daredevil         | Steven S. DeKnight | Steven S. DeKnight                | 10 kwietnia 2015   | 6 stycznia 2016             |

### Sezon 2 (2016)
| №  | Nr | Tytuł                             | Tytuł polski             | Reżyseria         | Scenariusz                                | Premiera (Netflix) | Premiera w Polsce (Netflix) |
| -- | -- | --------------------------------- | ------------------------ | ----------------- | ----------------------------------------- | ------------------ | --------------------------- |
| 14 | 1  | Bang                              | Bum                      | Phil Abraham      | Marco Ramirez Douglas Petrie              | 18 marca 2016      | 18 marca 2016               |
| 15 | 2  | Dogs To A Gunfight                | Psy do odstrzału         | Phil Abraham      | Douglas Petrie Marco Ramirez              | 18 marca 2016      | 18 marca 2016               |
| 16 | 3  | New York’s Finest                 | Najlepsze w Nowym Jorku  | Marc Jobst        | Mark Verheiden                            | 18 marca 2016      | 18 marca 2016               |
| 17 | 4  | Penny and Dime                    | Czerwony stoliczek       | Peter Hoar        | John C. Kelley                            | 18 marca 2016      | 18 marca 2016               |
| 18 | 5  | Kinbaku                           | Kinbaku                  | Floria Sigismondi | Lauren Schmidt Hissrich                   | 18 marca 2016      | 18 marca 2016               |
| 19 | 6  | Regrets Only                      | Zaproszenie              | Andy Goddard      | Sneha Koorse                              | 18 marca 2016      | 18 marca 2016               |
| 20 | 7  | Semper Fidelis                    | Semper Fidelis           | Ken Girotti       | Luke Kalteux                              | 18 marca 2016      | 18 marca 2016               |
| 21 | 8  | Guilty as Sin                     | Winy grzechu             | Michael Uppendahl | Whit Anderson                             | 18 marca 2016      | 18 marca 2016               |
| 22 | 9  | Seven Minutes in Heaven           | Siedem minut             | Stephen Surjik    | Marco Ramirez Lauren Schmidt Hissrich     | 18 marca 2016      | 18 marca 2016               |
| 23 | 10 | The Man in The Box                | Człowiek w pudle         | Peter Hoar        | Whit Anderson Sneha Koorse John C. Kelley | 18 marca 2016      | 18 marca 2016               |
| 24 | 11 | .380                              | .380                     | Stephen Surjik    | Mark Verheiden                            | 18 marca 2016      | 18 marca 2016               |
| 25 | 12 | The Dark at the End of the Tunnel | Ciemność na końcu tunelu | Euros Lyn         | Lauren Schmidt Hissrich Douglas Petrie    | 18 marca 2016      | 18 marca 2016               |
| 26 | 13 | A Cold Day in the Hell’s Kitchen  | Chłodny dzień            | Peter Hoar        | Douglas Petrie Marco Ramirez              | 18 marca 2016      | 18 marca 2016               |

### Sezon 3 (2018)
| №  | Nr | Tytuł                 | Tytuł polski       | Reżyseria          | Scenariusz              | Premiera (Netflix)   | Premiera w Polsce (Netflix) |
| -- | -- | --------------------- | ------------------ | ------------------ | ----------------------- | -------------------- | --------------------------- |
| 27 | 1  | Resurrection          | Wskrzeszenie       | Marc Jobst         | Erik Oleson             | 19 października 2019 | 19 października 2019        |
| 28 | 2  | Please                | Proszę             | Lukas Ettlin       | Jim Dunn                | 19 października 2019 | 19 października 2019        |
| 29 | 3  | No Good Deed          | Złe uczynki        | Jennifer Getzinger | Sonay Hoffman           | 19 października 2019 | 19 października 2019        |
| 30 | 4  | Blindsided            | Tonąc w mroku      | Alex Garcia Lopez  | Lewaa Nasserdeen        | 19 października 2019 | 19 października 2019        |
| 31 | 5  | The Perfect Game      | Idealny mecz       | Julian Holmes      | Tonya Kong              | 19 października 2019 | 19 października 2019        |
| 32 | 6  | The Devil You Know    | Ki diabeł          | Stephen Surjik     | Dylan Gallagher         | 19 października 2019 | 19 października 2019        |
| 33 | 7  | Aftermath             | Pokłosie           | Toa Fraser         | Sarah Streicher         | 19 października 2019 | 19 października 2019        |
| 34 | 8  | Upstairs / Downstairs | Na górze i na dole | Alex Zakrzewski    | Dara Resnik             | 19 października 2019 | 19 października 2019        |
| 35 | 9  | Revelations           | Rewelacje          | Jennifer Lynch     | Erik Oleson Sam Ernst   | 19 października 2019 | 19 października 2019        |
| 36 | 10 | Karen                 | Karen              | Alex Garcia Lopez  | Tamara Becher-Wilkinson | 19 października 2019 | 19 października 2019        |
| 37 | 11 | Reunion               | Razem              | Jet Wilkinson      | Jim Dunn Dara Resnik    | 19 października 2019 | 19 października 2019        |
| 38 | 12 | One Last Shot         | Ostatni raz        | Phil Abraham       | Sam Ernst               | 19 października 2019 | 19 października 2019        |
| 39 | 13 | A New Napkin          | Nowa serwetka      | Sam Miller         | Erik Oleson             | 19 października 2019 | 19 października 2019        |

## Produkcja

### Rozwój projektu

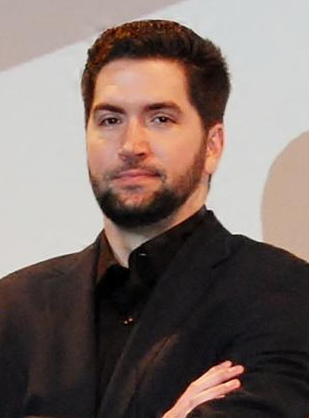
Drew Goddard, twórca serialu

Pierwszy serial o Daredevilu planowany był w latach 70. XX wieku. W tytułowej roli został obsadzony Ben Carruthers, a Czarną Wdowę miała zagrać Angela Bowie. Kolejna próba przeniesienia postaci na ekran miała miejsce pod koniec lat 80. Rex Smith zagrał Matta Murdocka / Daredevila w filmie telewizyjnym Hulk przed sądem (1989) w reżyserii Billa Bixby’ego. Planowano wtedy serialowy spin-off tego filmu, jednak ostatecznie nie został on zrealizowany.
Pod koniec lat 90. z powodu problemów finansowych Marvel Enterprises próbowało sprzedać prawa do postaci. W 1999 roku Marvel podpisał umowę z Columbia Pictures na stworzenie filmu, jednak rok później wytwórnia zrezygnowała z tego projektu. Jeszcze w tym samym roku Regency Enterprises i 20th Century Fox zakupiły prawa filmowe do postaci, w wyniku czego w 2003 roku premierę miał film Daredevil, do którego scenariusz napisał i wyreżyserował Mark Steven Johnson. Ben Affleck zagrał tytułowego bohatera, a Michael Clarke Duncan wcielił się w Kingpina. W 2005 roku powstał spin-off tego filmu, zatytułowany Elektra z Jennifer Garner w tytułowej roli. Planowany był również sequel z Affleckiem, jednak ostatecznie nie został zrealizowany. W 2008 roku ujawniono, że trwają prace nad rebootem. Porzucono jednak ten projekt, a kwietniu 2013 roku Kevin Feige poinformował, że prawa do postaci powróciły do Marvela.
W październiku 2013 roku podano do informacji, że w przygotowaniu są seriale na podstawie publikacji wydawnictwa Marvel Comics, które łącznie mają mieć 60 odcinków. Miesiąc później poinformowano, że będą to Daredevil, Jessica Jones, Luke Cage i Iron Fist, które doprowadzą do miniserii Defenders; ich dystrybutorem został Netflix, a za ich produkcję odpowiadać miały ABC Studios i Marvel Television. W grudniu ujawniono, że Drew Goddard został zatrudniony na stanowisku showrunnera i producenta wykonawczego. Jednakże w kwietniu 2014 roku Goddard zrezygnował z pozycji showrunnera na rzecz pracy nad filmem The Sinister Six dla Sony Pictures Entertainment. Zastąpił go Steven S. DeKnight. Goddard, który napisał scenariusz do dwóch pierwszych odcinków, pozostał konsultantem serialu.
W styczniu 2015 roku Ted Sarandos, prezes Netfliksa, zapewnił, że wszystkie seriale tworzone przy współpracy z Marvelem mają szansę na kolejne sezony. 21 kwietnia poinformowano, że został zamówiony drugi sezon serialu z premierą w 2016 roku. Douglas Petrie i Marco Ramirez, zastąpili DeKnighta na stanowisku showrunnera. Zarówno Petrie i Ramirez byli scenarzystami pierwszego sezonu i współpracowali z DeKnightem i Goddardem. We wrześniu Goddard wyjawił, że nadal jest zaangażowany jako producent wykonawczy i konsultant.
W lipcu 2016 roku podczas San Diego Comic-Conu Jeph Loeb wyjawił, że Netflix zamówił trzeci sezon serialu. Poinformowano wtedy, że Petrie i Ramirez powrócą jako showrunnerzy. W październiku 2017 roku ujawniono, że jednak zastąpi ich Erik Oleson. W lipcu 2018 roku wiceprezes Netfliksa, Cindy Holland przyznała, że opóźnienie w pracach nad trzecim sezonem było spowodowane harmonogramem pozostałych produkcji, a przede wszystkim powstawaniem crossovera Defenders, w którym członkowie obsady wszystkich czterech powiązanych seriali spotkali się na ekranie, a także obawą przed obniżeniem jakości sezonu. Pod koniec listopada tego samego roku poinformowano o zakończeniu serialu na trzecim sezonie.
Nad produkcją pierwszego sezonu pracowały również DeKnight Productions i Goddard Textiles. Firma Goddard Textiles wyprodukowała również drugi sezon. Producentami wykonawczymi wszystkich trzech sezonów serialu byli: Goddard, Loeb, Alan Fine, Stan Lee, Joe Quesada i Jim Chory. Ponadto w przypadku pierwszego i drugiego sezonu stanowisko to obejmowali również Holland, Allie Goss, Kris Henigman i Dan Buckley. DeKnight był producentem wykonawczym sezonu pierwszego, Petrie, Ramirez i Mark Verheiden – drugiego, a Oleson i Karim Zreik – trzeciego.

### Scenariusz

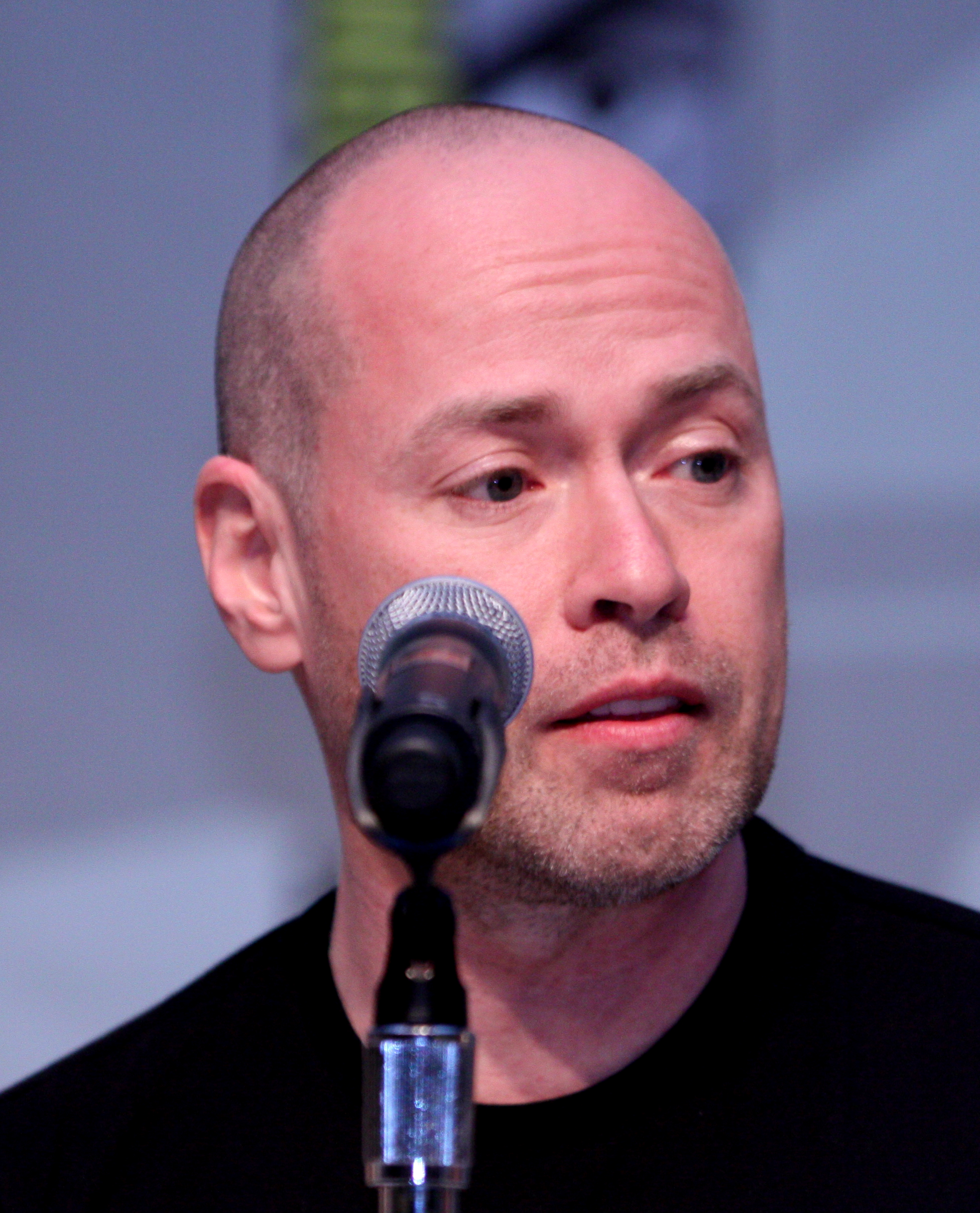
Steven S. DeKnight, showrunner pierwszego sezonu

Nad scenariuszem do poszczególnych odcinków pracowali: Drew Goddard, Marco Ramirez, Joe Pokaski, Luke Kalteux, Douglas Petrie, Steven S. DeKnight, Christos Gage, Ruth Fletcher Gage, Mark Verheiden, John C. Kelley, Lauren Schmidt Hissrich, Sneha Koorse, Whit Anderson, Erik Oleson, Jim Dunn, Sonay Hoffman, Lewaa Nasserdeen, Tonya Kong, Dylan Gallagher, Sarah Streicher, Dara Resnik, Sam Ernst i Tamara Becher-Wilkinson.
Goddard przyznał, że był fanem Daredevila, ponieważ wychował się w rodzinie katolickiej i utożsamiał się z historią o „katolickim superbohaterze zmagającym się z pojęciami dobra i zła”. Nie chciał być „facetem, który po prostu bierze komiksy, a potem przenosi je jeden-do-jeden na ekran”, ale uznał, że ich zadaniem jest traktować materiał źródłowy tak, jakby to był punkt wyjściowy, na którym należy oprzeć własną opowieść. Ted Sarandos, dyrektor programowy Netfliksa, porównując serial z filmem z 2003 roku przyznał, że „nie obawiano się pójść w mroczniejszą stronę niż film. To, co kochamy w tym konkretnym zestawie bohaterów, to to, że są znacznie bardziej przyziemni. Nie tylko pod względem kostiumu, ale również dlatego, że są to szorstkie kryminały, bardziej [rozgrywające się] na ulicach niż w chmurach”. DeKnight rozwinął, że „jest trochę bardziej przyziemny i surowy niż w przypadku wcześniejszych produkcji Marvela, ale nie zamierzamy spychać go do skrajnej przemocy graficznej, nieuzasadnionej nagości czy czegoś w tym rodzaju. Ta historia tego nie wymaga i myślę, że też ucierpiałaby, gdyby posunęła się tak daleko”. Jeph Loeb, szef Marvel Television, stwierdził, że: „nie będzie ludzi latających po niebie; nie ma magicznych młotów. Podeszliśmy do tego w pierwszej kolejności jako do dramatu kryminalnego, a następnie do serialu o superbohaterach”. DeKnight zainspirował się filmami Francuski łącznik (1971), Pieskie popołudnie (1975) i Taksówkarz (1976) i stwierdził, że „wolimy raczej skłaniać się ku Prawu ulicy niż temu, co uważa się za klasyczny serial telewizyjny o superbohaterach”.
W przypadku pierwszego sezonu twórcy serialu zdecydowali się nie adaptować bezpośrednio żadnej historii z komiksów. DeKnight uznał, że ważniejsze było przekazanie ducha komiksów o Daredevilu. Przyznał, że przy wsparciu ze strony Netfliksa oraz ograniczeniami Marvela dotyczącymi ich własności, udało mu się wykorzystać materiał źródłowy i zachować szacunek dla postaci i ich historii. Wskazując na różnice pomiędzy pierwszym a drugim sezonem Ramirez opowiedział, że scenarzyści spędzili pierwszy sezon zastanawiając się, „czy w produkcjach o superbohaterach jest miejsce na przyziemne i surowe historie”, natomiast po pozytywnym odbiorze publiczności podeszli do drugiego sezonu z nastawieniem: „chciałeś mroku, oto Elektra i Punisher. Sam się o to prosiłeś”. Goddard uznał, że format telewizyjny najlepiej pasuje do Punishera, ponieważ scenarzyści „mogą robić na małym ekranie rzeczy, które lepiej pasują do tej postaci, a na potrzeby filmów musieliby go stonować”. Petrie stwierdził, że scenarzyści mieli nadzieję „zamieszać w garnku” i „skłonić ludzi do myślenia”, włączając Punishera i jego śmiercionośne metody.

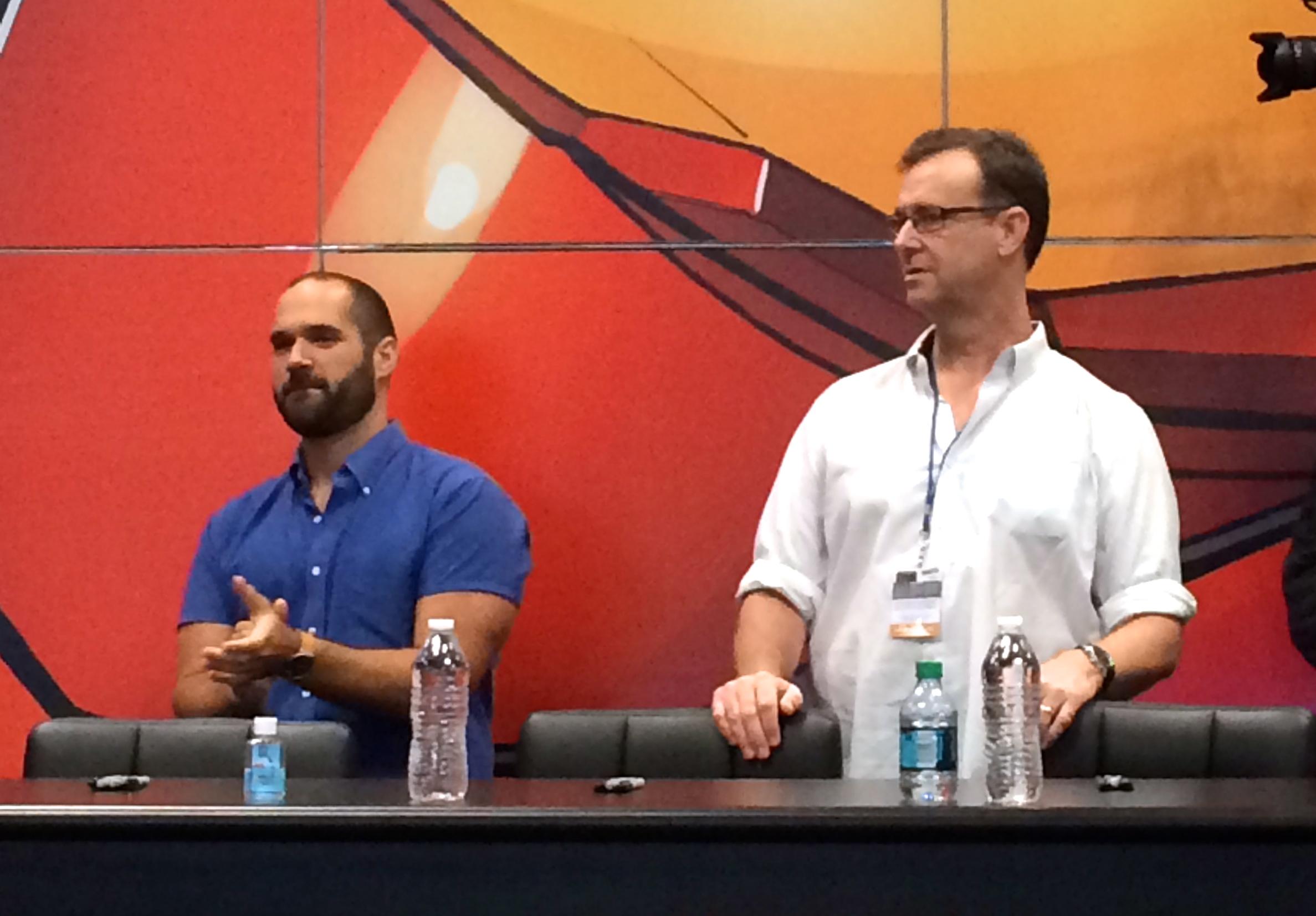
Marco Ramirez i Douglas Petrie, showrunnerzy sezonu

Zakończenie miniserialu Defenders zasugerowało, że elementy sezonu będą inspirowane fabułą komiksu „Born Again”. Charlie Cox wyraził podekscytowanie adaptacją tej historii, określając ją jako „niesamowitą” i stwierdzając, że niesione przez nią konsekwencje byłyby dla fabuły sezonu „bardzo ekscytujące”. Przestrzegł jednak, że zaadaptowane zostały jedynie niektóre elementy z „Born Again” i że „serial będzie atrakcyjny dla fanów, którzy bardzo dobrze znają komiksy”.  Przedstawiając swoje pomysły studiu, Oleson spodziewał się z większych obiekcji, ale powiedział, że przedstawiciele Marvela byli „niesamowicie podekscytowani fabułą” i dali mu pełną swobodę twórczą. Poza „Born Again” Oleson czerpał inspirację z „Guardian Devil”. Oleson czuł, że jeśli jakikolwiek widz jest pobożnym katolikiem, wydarzenia z pierwszych odcinków może odczytać jako przesłanie od Boga do Matta”.
Loeb porównał formę opowiadania historii w serialu przez wiele sezonów do „[komiksowego] świata wydawniczego, gdzie są wersje [postaci Daredevila] kreowane przez Franka Millera, Briana Bendisa, czy Eda Brubakera. Sam miałem szczęście pracować przy „Daredevil: Yellow”. Ale każda z wersji się od siebie różni. Zawiera inne elementy. Ta sama obsada. W wielu przypadkach ten sam ton. Ale inna przygody. (...) można obejrzeć drugi sezon Daredevila, nie oglądając pierwszego sezonu Daredevila. Ale jeśli obejrzysz każdy z nich, to jak dostać dwie różne książki. Bliżej jest im do świata powieści graficznej niż do świata trwającego, serialowego programu”.

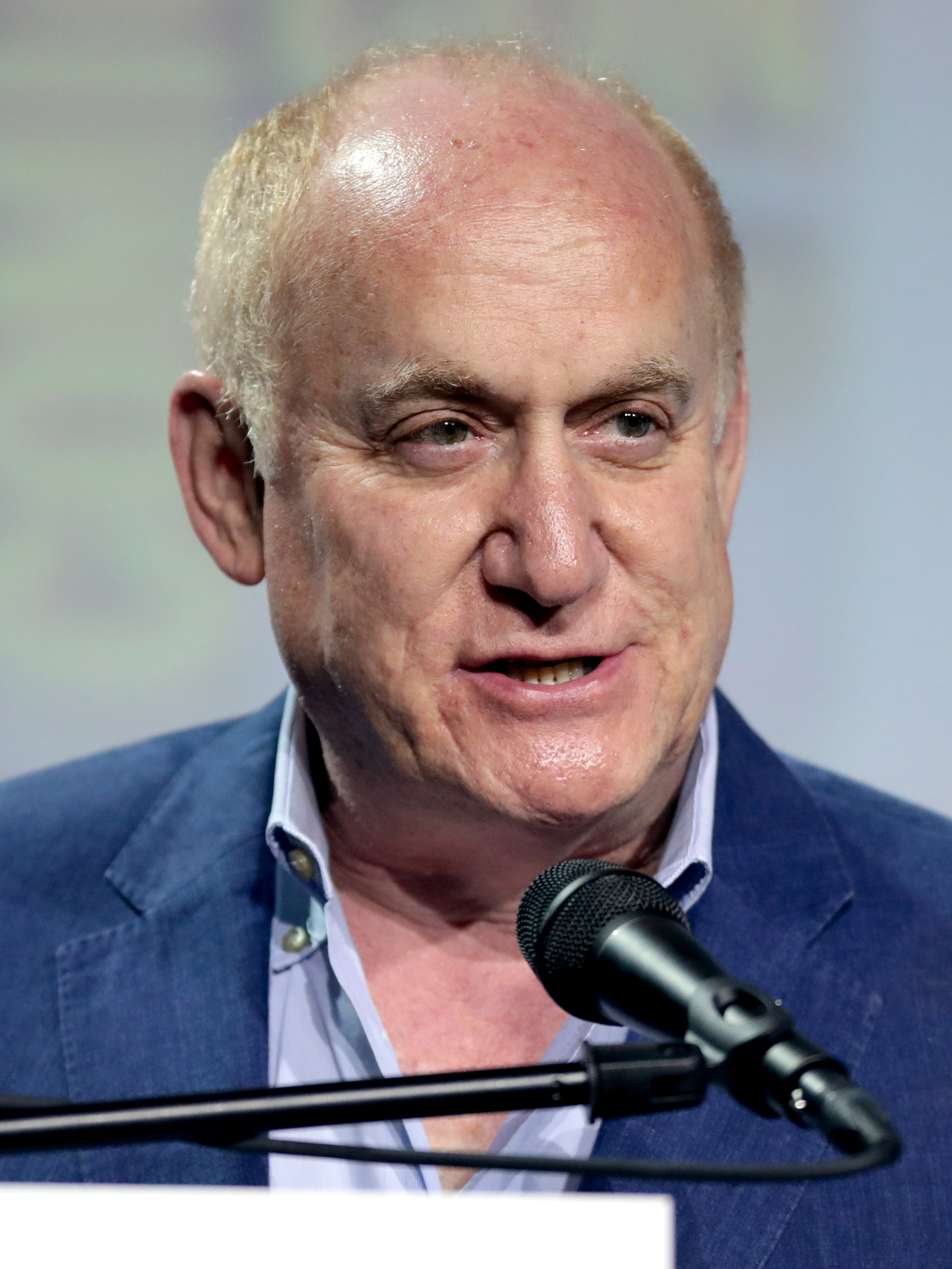
Jeph Loeb, szef Marvel Television i producent wykonawczy serialu

Daredevil był pierwszym z seriali Marvela na Netfliksie, a po nim pojawiły się Jessica Jones, Luke Cage i Iron Fist, co doprowadziło do miniserialu Defenders. W listopadzie 2013 roku dyrektor generalny The Walt Disney Company, Robert Iger, stwierdził, że jeśli postacie okażą się popularne w serwisie Netflix, to „jest całkiem możliwe, że powstaną filmy fabularne”, co Sarandos potwierdził w lipcu 2015 roku. W grudniu 2014 roku Loeb wyjaśnił, że „we uniwersum Marvela są tysiące bohaterów wszelkich kształtów i rozmiarów, ale Avengersi są tutaj, aby ocalić wszechświat, a Daredevil jest tutaj, aby ocalić okolicę... Akcja dzieje się w Filmowym Uniwersum Marvela. Wszystko jest ze sobą powiązane. Ale to niekoniecznie oznacza, że spojrzymy w niebo i zobaczymy [Iron Mana]. To po prostu inna część Nowego Jorku, której jeszcze nie widzieliśmy w filmach Marvela”.
W marcu 2015 roku Loeb wypowiadał się na temat możliwości połączenia serialu z filmami i serialami emitowanym przez ABC, mówiąc: „Tak, jak to jest teraz, w ten sam sposób, w jaki nasze filmy zaczynały jako samodzielne twory, aż z czasem dotarliśmy do Avengers i bardziej możliwe stało się dla Kapitana Ameryki wykonanie małego crossovera w Thorze 2 (2013) i pojawienie się Bruce’a Bannera na końcu Iron Mana 3 (2013). Musimy na to zapracować. Publiczność potrzebuje czasu by zrozumieć, kim są wszystkie te postacie i jaki jest świat, zanim zacznie się kombinować dokąd zmierza”. W kwietniu Cox stwierdził, „że istnieje sposób, w jaki światy mogą się połączyć. Myślę, że nasz serial różni się tonalnie i tematycznie od filmów, ale to wszystko jest jednym uniwersum i czuję, że jest sposób dla Daredevila – i innych postaci, Luke’a Cage’a i postaci z ulicznych kryminałów – dopasować się do tego wszechświata. Myślę, że musi być jakiś sposób i myślę, że chodzi o znalezienie autonomicznego tonu dla takiego [crossoverowego] filmu”. Potwierdził on również, że jest zobowiązany umową do występu w filmach, jeśli Marvel o to poprosi. Aktor ponadto wyraził zainteresowanie epizodycznym występem w Kapitan Ameryka: Wojna bohaterów (2016) ze względu na obecność Daredevila w komiksie Marka Millara z lat 2006–2007 „Civil War”, która była inspiracją dla tego filmu. W trakcie pracy na scenariuszem do Avengers: Wojny bez granic (2018), Christopher Markus i Stephen McFeely dyskutowali o włączeniu Daredevila, Jessiki Jones, Iron Fista i Luke’a Cage’a do scen filmu rozgrywających się w Nowym Jorku, ale uznali, że włączenie ich jako cameo nie zadowoliłoby widzów. W styczniu 2024 roku Brad Winderbaum, który odpowiada w Marvel Studios za streaming, telewizję i animację, potwierdził, że Daredevil wraz z pozostałymi serialami produkowanymi dla Netfliksa należą do „Świętej Chronologii”, poświadczając tym samym ich kanoniczność w Filmowym Uniwersum Marvela.

### Casting
W maju 2014 roku ujawniono, że Charlie Cox zagra tytułowego bohatera. W czerwcu ujawniono, że w głównego antagonistę, Kingpina, wcieli się Vincent D’Onofrio oraz że w serialu zagra Rosario Dawson. W lipcu do obsady dołączyli: Elden Henson jako Foggy Nelson i Deborah Ann Woll jako Karen Page. W październiku ujawniono, że Dawson zagra Claire Temple, a do obsady dołączyli również Ajjelet Zurer jako Vanessa Marianna, Bob Gunton jako Leland Owlsley, Toby Leonard Moore jako James Wesley i Vondie Curtis-Hall jako Ben Urich.
W kwietniu 2015 roku Cox potwierdził, że powróci w roli Matta Murdocka w sezonie drugim. W czerwcu poinformowano, że Jon Bernthal dołączył do obsady jako Frank Castle / Punisher. W lipcu ujawniono, że Élodie Yung zagra Elektrę, a we wrześniu do obsady dołączył Stephen Rider jako Blake Tower. Swoje role w sezonie drugim powtórzyli również: Dawson jako Claire Temple, Henson jako Foggy Nelson, Woll jako Karen Page i D’Onofrio jako Wilson Fisk.
W lipcu 2016 roku poinformowano, że Cox ponownie zagra Daredevila w sezonie trzecim. W listopadzie poinformowano, że do obsady dołączył Wilson Bethel. W styczniu 2018 roku ujawniono, że Joanne Whalley zagra Maggie Grace, a w marcu do obsady dołączył Jay Ali jako Rahul Nadeem. Ponadto swoje role z poprzednich sezonów powtórzyli: D’Onofrio jako Wilson Fisk, Woll jako Karen Page, Henson jako Foggy Nelson i Rider jako Blake Tower oraz gościnnie Zurer jako Vanessa Marianna.
Opisując proces castingu Steven S. DeKnight przyznał: „Trzeba mieć tylko nadzieję, że znajdzie się właściwą drogę. Na szczęście udało się skompletować obsadę i nie mógłbym być szczęśliwszy. Nikt nigdy nie będzie idealnie pasował do tego, co masz w głowie. Dla mnie ważniejszą rzeczą jest nie to, czy ktoś fizycznie pasuje do danej roli, ale czy emanuje jej energią”. Kierownikami castingu były Laray Mayfield i Julie Schubert.

### Zdjęcia i postprodukcja
W lutym 2014 roku poinformowano, że serial będzie kręcony w Nowym Jorku. W kwietniu tego samego roku Joe Quesada uściślił, że zdjęcia zostaną wykonane przede wszystkim w okolicach Brooklynu i Long Island City, które nadal przypominają starą dzielnicę Hell’s Kitchen. Zdjęcia do pierwszego sezonu rozpoczęły się w lipcu 2014 roku pod roboczym tytułem Bluff. Prace na planie zakończono 21 grudnia tego samego roku. Za zdjęcia odpowiadał Matthew J. Lloyd. Scenografią zajął się Loren Weeks, a kostiumy zaprojektowała Stephanie Maslansky.
Prace na planie drugiego sezonu rozpoczęły się w lipcu w East Harlem pod roboczym tytułem Ringside, a zakończyły w grudniu tego samego roku. Za zdjęcia odpowiadał Martin Ahlgren. Scenografią zajął się Scott Murphy, a kostiumy zaprojektowała Lorraine Calvert. Zdjęcia do sezonu trzeciego rozpoczęły się 13 listopada 2017 roku w Nowym Jorku pod roboczym tytułem Ringside S3. Prace na planie zakończono pod koniec maja tego samego roku. W marcu 2018 roku przez tydzień realizowano zdjęcia w Windham, pobliskich terenach narciarskich i w klubie wiejskim. Za zdjęcia odpowiadał Christopher LaVasseur. Scenografią zajął się Adam Scher, a kostiumy zaprojektowała Elisabeth Vastola.
Film Raid (2011) był inspiracją przy kręceniu scen akcji. Philip J Silvera koordynował pracę kaskaderów̺. Efektami specjalnymi zajmowało się studio Shade VFX, a odpowiadał za nie Bryan Goswin.
Sekwencja tytułowa została stworzona przez Elastic. Firma ta pracowała wcześniej nad sekwencją tytułową serialu Detektyw (2014–2019), która w oczach producentów Daredevila wyróżniała się „wyobraźnią i przedstawieniem tego, o czym był serial”. Steven S. DeKnight wyjaśnił, że wiele firm przedstawiło zespołowi kreatywnemu propozycje dotyczące „odmian tego samego pomysłu, w których po przybliżeniu oka widać sonarową mapę miasta”. Jednak jednym z pomysłów Elastici była „płynna krew kapiąca na wszystko... jakby farba pokrywała coś niewidzialnego i ujawniała to”, co zarówno DeKnight, jak i Jeph Loeb chcieli natychmiast wykorzystać. Dyrektor kreatywny Elastic, Patrick Clair, „wpadł na pomysł stworzenia czerwonego świata ujawnianego przez ciecz”. Symulacja generowanego komputerowo płynu miała być dwuznacznym odniesieniem do trucizny i krwi, zachowującej się, jak „coś pomiędzy płynną czekoladą a smołą”. Andrew Romatz z Elastic wyjaśnił, że „opracowanie właściwej konsystencji i zachowania płynów było z pewnością trudnym procesem. Uzyskanie odpowiedniego efektu było czymś, nad czym musieliśmy się sporo pobawić podczas symulacji, a także w oświetleniu i teksturowaniu. Patrick chciał, aby rzeźby, które tworzyliśmy, sprawiały wrażenie miniatur, dlatego dużo eksperymentowaliśmy ze skalą sceny i ustawieniami aparatu, symulując głębię ostrości, aby uzyskać odpowiedni efekt”. Kierownik ds. płynów Miguel A. Salek stwierdził, że „każde ujęcie wymagało namalowania na rzeźbach niestandardowych map przepływu wraz z małymi polami atrakcji i tysiącami drobnych poprawek, aby uzyskać kształty i zachowanie, których szukał Patrick. Koniec końców, przeprowadziłem symulację setek testów i tysięcy klatek płynów, by osiągnąć właściwą równowagę dla każdego ujęcia”. Ze względu na ograniczenia czasowe z końcowej wersji usunięto odniesienia do boksu, takie jak worek treningowy i ring bokserski.

## Muzyka
W październiku 2014 roku poinformowano, że do skomponowania muzyki zatrudniono Johna Paesano. Paesano napisał sekwencję tytułową wspólnie z Bradenem Kimballem. We wrześniu 2015 roku Paesano zaczął pracę nad muzyką do drugiego sezonu. Skomponował on także muzykę do trzeciego sezonu.
Paesano skomponował bardziej minimalistyczną ścieżkę dźwiękową zamiast typowej muzyki dla produkcji o superbohaterach. Większość muzyki została wyprodukowana elektronicznie, chociaż tam, gdzie było to możliwe, używano prawdziwych instrumentów, między innymi wiolonczeli. Zamiast perkusji Paesano zdecydował się użyć powolnie pulsującego bicia serca, które było zgodne z minimalistycznym podejściem serii i wiązało się z faktem, że Daredevil słyszy bicie serca ludzi w serialu. Paesano przyznał, że zmiany showrunnerów przy poszczególnych sezonach nie wpłynęły na to, „co próbowaliśmy zrobić w pierwszym sezonie”. Kompozytor ściśle współpracował z zespołem odpowiedzialnym za udźwiękowienie serialu.
Album z muzyką do pierwszego sezonu, Marvel’s Daredevil: Original Soundtrack Album, został wydany cyfrowo 27 kwietnia 2015 roku przez Hollywood Records. Natomiast Marvel’s Daredevil Season Two: Original Soundtrack Album wydano 15 lipca 2016, a Marvel’s Daredevil Season Three: Original Soundtrack Album – 19 października 2018 roku.

## Promocja

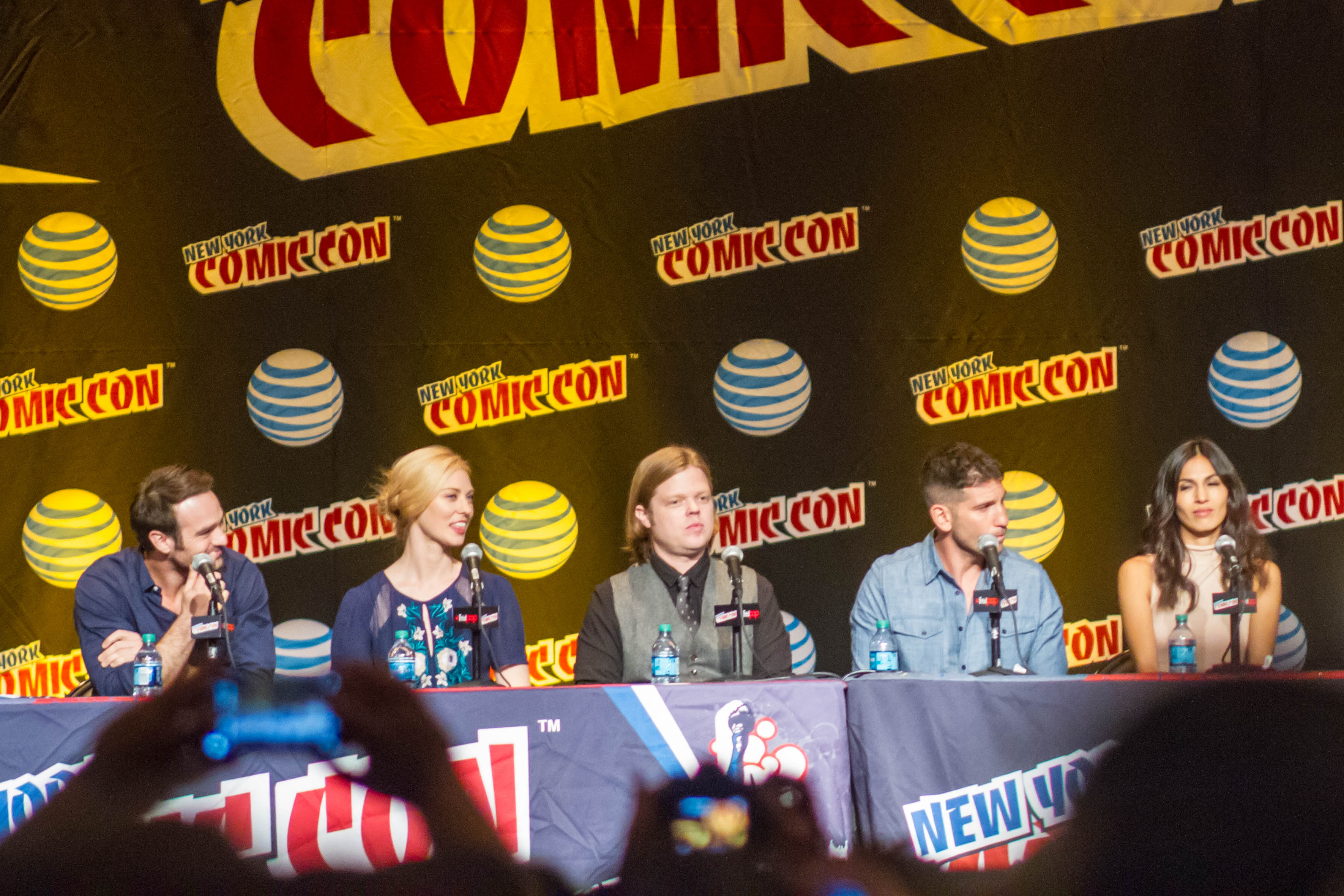
Charlie Cox, Deborah Ann Woll, Elden Henson, Jon Bernthal i Élodie Yung na New York Comic Conie w 2015 roku

Daredevil był promowany przez obsadę i showrunnerów serialu podczas New York Comic Conu w 2014, 2015 i 2018 roku oraz na konwencie Comic Con Experience w Brazylii w 2015 roku. Zwiastuny do pierwszego sezonu pojawiły się 4 lutego i 10 marca 2015 roku. 15 lutego 2016 roku pojawiła się pierwsza część zwiastuna drugiego sezonu, koncentrująca się na postaci Punishera, natomiast 25 lutego jego druga część, skupiająca się na Elektrze. 15 marca pokazano ostateczny zwiastun drugiego sezonu. Zwiastun trzeciego sezonu udostępniono 4 października 2018 roku.
2 kwietnia odbył się uroczysty pokaz dwóch odcinków pierwszego sezonu w Los Angeles. 7 marca 2016 roku odbyła się premiera pierwszych dwóch odcinków drugiego sezonu w Paryżu, a 10 marca pokazano je w Nowym Jorku. W wydarzeniach tych uczestniczyła obsada i ekipa produkcyjna serialu oraz zaproszeni specjalni goście, między innymi aktorzy z innych produkcji Filmowego Uniwersum Marvela. Premierom tym towarzyszył czerwony dywan oraz szereg konferencji prasowych.
Ze względu na mroczniejszy ton serialu Disney Consumer Products stworzył niewielką linię produktów, by zaspokoić potrzeby bardziej dorosłej publiczności. Paul Gitter z Marvel Licensing, wyjaśnił, że w przypadku produktów dla Hot Topic skoncentrowali się bardziej na nastolatkach i dorosłych niż na bardzo młodych ludziach. Dodatkowo w celu wsparcia serii stworzono program gadżetów „Marvel Knights”. Mimo że nie był to projekt filmowy, partnerzy licencyjni chcieli współpracować z Marvelem, biorąc pod uwagę jego wcześniejsze sukcesy.

## Odbiór

### Krytyka w mediach
| Sezon | Sezon | Rotten Tomatoes   | Metacritic       |
| ----- | ----- | ----------------- | ---------------- |
|       | 1     | 99% (72 recenzje) | 75 (22 recenzje) |
|       | 2     | 81% (57 recenzji) | 68 (13 recenzji) |
|       | 3     | 97% (65 recenzji) | 71 (6 recenzji)  |

Pierwszy sezon serialu spotkał się z pozytywną reakcją krytyków: „Dzięki ścisłemu powiązaniu z materiałem źródłowym, wysokiej jakości produkcji i rozsądnemu dramatycznemu stylowi, Daredevil wyróżnia się jako przekonywująca opowieść o pochodzeniu superbohatera, zawierająca przedstawione z charakterem elementy procedur prawniczych i policyjnych i jest pełna ekscytującej przygodowej akcji”. W serwisie Rotten Tomatoes 99% z 72 recenzji uznano za pozytywne, a średnia ocen wystawionych na ich podstawie wyniosła 8,1/10. Na portalu Metacritic średnia ważona ocen z 22 recenzji wyniosła 75 punktów na 100.
Drugi sezon otrzymał przeważnie pozytywne recenzje: „Wzmocniony imponującą akcją, Daredevil trzyma się na nogach w drugim sezonie, nawet jeśli jego nowi przeciwnicy nie są do końca w stanie wypełnić pustki pozostawionej przez Wilsona Fiska”. W serwisie Rotten Tomatoes 81% z 57 recenzji uznano za pozytywne, a średnia ocen wystawionych na ich podstawie wyniosła 6,9/10. Na portalu Metacritic średnia ważona ocen z 13 recenzji wyniosła 68 punktów na 100.
Trzeci sezon również został pozytywnie oceniony przez krytyków: „Człowiek bez strachu powraca do szczytowej formy z trzecim sezonem, który rozpoczyna się nużąco powolnie, ale stopniowo generuje komiksowe emocje, czemu niezmiernie sprzyja spodziewany powrót groźnego Kingpina Vincenta D’Onofrio”. W serwisie Rotten Tomatoes 97% z 65 recenzji uznano za pozytywne, a średnia ocen wystawionych na ich podstawie wyniosła 8,1/10. Na portalu Metacritic średnia ważona ocen z 6 recenzji wyniosła 71 punktów na 100.

### Nagrody
| Rok  | Nagroda                                     | Kategoria                                                      | Nominowani  | Rezultat | Przypis |
| ---- | ------------------------------------------- | -------------------------------------------------------------- | ----------- | -------- | ------- |
| 2015 | Helen Keller Awards                         | Nagroda specjalna                                              | Charlie Cox | Wygrana  | [ 210 ] |
| 2015 | Online Film & Television Association Awards | Najlepsza nowa sekwencja tytułowa                              | Daredevil   | Wygrana  | [ 211 ] |
| 2016 | Saturn Awards                               | Najlepszy serial w nowych mediach                              | Daredevil   | Wygrana  | [ 212 ] |
| 2019 | Saturn Awards                               | Najlepszy serial o superbohaterach na platformie streamingowej | Daredevil   | Wygrana  | [ 213 ] |

## Spin-off
W styczniu 2016 roku, przed debiutem Jona Bernthala w roli Franka Castle’a / Punishera w drugim sezonie, pojawiły się informacje o planach produkcji spin-offu zatytułowanego Punisher. W kwietniu Netflix poinformował, że zamówiony został pierwszy sezon serialu z Bernthalem w tytułowej roli, a showrunnerem został Steve Lightfoot. Punisher zadebiutował w listopadzie 2017 roku, a w grudniu zamówiono drugi sezon, który pojawił się w styczniu 2019 roku. W lutym Netflix zakończył serial po dwóch sezonach.
Swoje role z Daredevila powtórzyli: Deborah Ann Woll jako Karen Page, Royce Johnson jako Brett Mahoney, Rob Morgan jako Turk Barrett, Geoffrey Cantor jako Mitchell Ellison i Clancy Brown jako Ray Schoonover.

## Kontynuacja
29 listopada 2018 roku Netflix poinformował o zakończeniu serialu po trzecim sezonie. Ówczesny prezes Walt Disney Direct-to-Consumer and International, Kevin A. Mayer nie wykluczał kontynuacji serialu na Disney+ w przyszłości. Podobnie wypowiedział się Craig Erwich odpowiadający za produkcje oryginalne dla Hulu. Charlie Cox, który wcielał się w tytułowego bohatera był zaskoczony anulowaniem serialu oraz wyjawił, że zarówno on, jak i reszta obsady oraz ekipy pracującej przy serialu była podekscytowana planami na czwarty sezon. Cox wyraził chęć i nadzieję na ponowne wcielenie się w postać Matta Murdocka.
W czerwcu 2020 roku prezes Marvel Studios, Kevin Feige, skontaktował się z Coxem w sprawie ponownego wcielenia się w postać w produkcjach Filmowego Uniwersum Marvela. Cox pojawił się w 2021 roku w filmie Spider-Man: Bez drogi do domu, natomiast Vincent D’Onofrio powtórzył rolę Wilsona Fiska / Kingpina w serialu Hawkeye z tego samego roku.
W maju 2022 roku pojawiły się doniesienia, że Marvel Studios rozpoczęło pracę nad nowym serialem, a Matt Corman i Chris Ord zostali zatrudnieni na stanowisko głównych scenarzystów serialu. „The Hollywood Reporter” określił serial jako „nowy”, ale i zarazem będący kontynuacją Daredevila, natomiast „Deadline Hollywood” nazwał go czwartym sezonem. W lipcu podczas San Diego Comic-Conu Feige oficjalnie zapowiedział serial Daredevil: Born Again z premierą na Disney+. Poinformowano wtedy również, że Cox powróci jako Matt Murdock / Daredevil, a Vincent D’Onofrio jako Wilson Fisk / Kingpin. W marcu 2023 roku ujawniono, że Jon Bernthal powtórzy swoją rolę Franka Castle’a / Punishera. Pod koniec września 2023 roku, po tym jak ukończono zdjęcia do sześciu odcinków, Marvel Studios podjęło decyzję zmianach w podejściu do tworzenia serialu. Corman i Ord zostali zwolnieni ze stanowiska głównych scenarzystów. Marvel Studios zdecydowało się zbliżyć do tonu Daredevila oraz zmienić podejście do tworzenia seriali. W październiku Dario Scardapane został zatrudniony na stanowisko showrunnera, natomiast Justin Benson i Aaron Moorhead zostali nowymi reżyserami serialu. W styczniu 2024 roku poinformowano, że Deborah Ann Woll, Elden Henson i Wilson Bethel powrócą jako Karen Page, Foggy Nelson i Dex Poindexter. Natomiast w kwietniu ujawniono, że Ajjelet Zurer powtórzy rolę Vanessy Fisk.